# WWSチャンネル
「WWSチャンネル」（ダブルダブルエスチャンネル）は、日本のWWS JAPAN株式会社の運営によるニュースサイトである。ファッション、音楽などエンタメ情報を配信。モデルやアーティストの動画インタビューから臨場感溢れるライブレポートまで配信。
WWSはW=“World” W=“Wild” S=“Special”の略であり、「スペシャルな記事をワイルドな切り口でグローバルに」をコンセプトにする。

## 略歴
- 2008年、WWSチャンネル設立。
- 2022年11月、東京・渋谷にてWWS FESTIVAL VOL.1を開催。ガールズグループなど総勢11組が出演[2]。

## カテゴリー
- 音楽
- ファッション
- ニュース
- ガールズ
- インタビュー
- グルメ